# Sylvain Madigan
Pour les articles homonymes, voir Madigan.
Sylvain Madigan est un réalisateur et acteur français né en 1954 à Bondy.

## Biographie
Il commence par réaliser des courts métrages. Il tourne son premier long en 1986 et travaille ensuite pour la télévision, tout en faisant des apparitions dans quelques films.

## Filmographie

### Cinéma

#### Courts métrages
- 1978 : Le Goût étrange de Juliette
- 1981 : Ne me parlez plus jamais d'amour (sélection officielle pour le Festival de Cannes 1981[1])
- 1983 : Ballade sanglante  (prix de la jeunesse Festival de Cannes 1984)

#### Longs métrages
- 1986 : Sale Destin (avec Victor lanoux, Marie Laforêt, Michel Aumont)

### Télévision

#### Téléfilms
- 1993 : Le Carnaval des ténèbres (avec Jean Claude Brialy)
- 1989 : Les Fiançailles d'Imogène (avec Dominique Lavanant, Jean Benguigui)
- 1989 : Notre imogène (avec Dominique Lavanant, Jean Benguigui)
- 1991 : Deux flics à Belleville (avec Patrick Timsit, Michel Galabru)
- 1991 : Strangers dans la nuit (avec Karin Viard, Patrick Braoudé)
- 1993 : Chambre froide (avec Laure Marsac, Farid Chopel)
- 1997 : Un malade en or (avec Jean Lefebvre, Alexandra Lamy)

### Acteur
- 1986 : Sale Destin
- 1991 : Génial, mes parents divorcent ! de Patrick Braoudé
- 1996 : XY de Jean-Paul Lilienfeld
- 1996 : Amour et Confusions de Patrick Braoudé
- 2000 : Deuxième vie de Patrick Braoudé
- 2001 : Wasabi de Gérard Krawczyk (Un Flic devant la Banque de l'Étoile)